# Нортнвил (Канзас)
Нортнвил (енгл. Nortonville) град је у америчкој савезној држави Канзас.

## Демографија
По попису из 2010. године број становника је 637, што је 17 (2,7%) становника више него 2000. године.
| Група             | 2000.       | 2010.       |
| Белци             | 601 (96,9%) | 612 (96,1%) |
| Афроамериканци    | 2 (0,3%)    | 0 (0,0%)    |
| Азијати           | 0 (0,0%)    | 0 (0,0%)    |
| Хиспаноамериканци | 8 (1,3%)    | 14 (2,2%)   |
| Укупно            | 620         | 637         |